# Břetislav Kovařík
Břetislav Kovařík (ur. 26 lutego 1950 w Pardubicach) – czeski artysta satyryczny, rysownik, karykaturzysta, malarz, laureat wielu konkursów rysunku satyrycznego krajowych i międzynarodowych.
Jest absolwentem Wydziału Pedagogicznego Uniwersytetu w Hradcu Králové (1972). Pracę zawodową rozpoczął jako nauczyciel szkoły podstawowej – uczył biologii oraz chemii, później był instruktorem nauki jazdy, kierowcą ciężarówki, wychowawcą w szkolnym internacie, kierownikiem działu programowego domu kultury, a także nocnym stróżem. Od 1991 roku wykonuje wolny zawód.
Pierwszy rysunek opublikował w 1977 roku w dzienniku Rovnost (Brno). Współpracował z wieloma czechosłowackim (potem czeskimi) periodykami oraz zagranicznymi agencjami. Swoje umiejętności wykorzystuje również w reklamie, współpracuje z prywatnymi firmami i organizacjami pozarządowymi. Stale współpracuje z czeskimi dziennikami: Sport i E15. Od 1996 roku jest współorganizatorem biennale międzynarodowego konkursu satyrycznego Humorest w Hradcu Králové. Od 1999 do 2014 roku był przewodniczącym Czeskiej Unii Karykaturzystów. Mieszka i pracuje w Trutnovie.

## Nagrody i wyróżnienia w konkursach międzynarodowych
- 2017 Nagroda Stowarzyszenia Polskich Artystów Karykatury, "Karpik 2017" w Niemodlinie
- 2017 I Nagroda w XIX Międzynarodowym Otwartym Konkursie na Rysunek Satyryczny, temat "Pieniądze", Zielona Góra
- 2017 Nagroda Koç Holding 37 roczniku międzynarodowego konkursu Nasreddin Hodja cartoons, Stambuł, Turcja
- 2016 Satyrykon, Legnica, Polska, temat "Zło" - nagroda Fundacji im. Andrzeja Tomiałojcia
- 2015 Zielona Góra, Polska, temat: "W delegacji" - nagroda specjalna
- 2015 Karpik, Niemodlin, Polska - nagroda specjalna
- 2014 Zielona Góra, Polska, temat "Celebrity" - I Nagroda
- 2012: Zielona Góra, temat: Lotnisko – I nagroda
- 2010: Satyrykon, Legnica, temat: Grzech - III nagroda
- 2009: Satyrykon, Legnica, temat wolny – nagroda specjalna
- 2009: Zielona Góra, temat: Wino - Grand Prix
- 2009: Skopje, temat: Mój temat – III nagroda
- 2008: Surgut, temat wolny – nagroda specjalna
- 2008: Zagrzeb, temat: Hazard – III nagroda
- 2008: Toronto, temat: Piwo – III nagroda
- 2008: Zielona Góra, temat: Nafta - nagroda specjalna
- 2007: Akwizgran, temat: Cenzura – V nagroda
- 2007: Kożuchów, temat: Gazeta – nagroda specjalna
- 2006: Złota Beczka, Preszów, temat: Piwo – III nagroda
- 2006: Satyrykon, Legnica, temat: Kabaret – nagroda im. Andrzeja Tomiałojcia
- 2006: Mariupol, temat: Jedzenie – II nagroda
- 2005: Kożuchów, temat: Radio - Grand Prix
- 2005: Napoleon, Brno, temat: Wino – I nagroda
- 2004: Złota beczka, Preszów, temat: Piwo – I nagroda
- 2004: Fór pro FOR, Praga, temat: Budujemy dom – I nagroda
- 2004: Jaka będę, Olsztyn, temat: Kobieta – III nagroda
- 2003: Międzynarodowe Biennale Rysunku Satyrycznego Písek, temat: Sport - Grand Prix
- 2003: Bree, Belgia, temat: Energia – III nagroda
- 2002: Międzynarodowe Biennale HUMOREST Hradec Králové, temat: Nie tylko według przepisu – II nagroda
- 2002: Międzynarodowe Biennale HUMOREST Hradec Králové, temat wolny – I nagroda
- 1999: Międzynarodowe Biennale Rysunku Satyrycznego Pisek, temat: Przyszłość – nagroda miasta Pisek
- 1998: Międzynarodowe Biennale HUMOREST Hradec Králové, temat wolny – II nagroda
- 1998: Międzynarodowe Biennale HUMOREST Hradec Králové, temat: Quo vadis, Europo? – III nagroda
- 1995: Międzynarodowe Biennale Rysunku Satyrycznego Pisek, temat: Oaza - Grand Prix
- 1988: Edynburg, temat wolny – I nagroda
- 1985: Skopje, temat: Terroryzm – III nagroda.